# Phú Thuận B
Phú Thuận B là một xã cù lao thuộc huyện Hồng Ngự, tỉnh Đồng Tháp, Việt Nam.

## Địa lý và Hành chính
Xã Phú Thuận B nằm ở phía đông nam huyện Hồng Ngự, có vị trí địa lý:
1/ Ấp Phú Lợi A và Phú Lợi B:
- Phía đông giáp huyện và thành phố Hồng Ngự
- Phía tây giáp tỉnh An Giang và xã Phú Thuận A
- Phía nam giáp huyện Thanh Bình
- Phía bắc giáp xã Long Thuận và xã Phú Thuận A

Xã có diện tích 16 km², dân số năm 2010 là 20.000 người, mật độ dân số đạt 1250 người/km².
Đơn vị hành chính gồm 3 ấp: Phú Trung,Phú Lợi A,Phú Lợi B

## Lịch sử
Quyết định 11-HĐBT ngày 19 tháng 02 năm 1983 của Hội đồng Bộ trưởng, chia xã Phú Thuận thành hai xã lấy tên là xã Phú Thuận và xã Phú Trung.
Quyết định 41-HĐBT ngày 22 tháng 04 năm 1989 của Hội đồng Bộ trưởng:, tách 1.350 hécta diện tích tự nhiên và 10.863 người của xã Phú Thuận nhập vào xã Phú Trung để thành lập xã Phú Thuận B. Phần còn lại của xã Phú Thuận cũ đổi tên là xã Phú Thuận A.
Nghị định 08/NĐ-CP ngày 23 tháng 12 năm 2008 của Chính phủ, xã Phú Thuận B thuộc huyện Hồng Ngự.